# Теодор фон Маухенгайм
Барон Теодор фон Маухенгайм, знаний Бехтольсгайм (нім. Theodor Freiherr von Mauchenheim genannt Bechtolsheim; 26 серпня 1902, замок Майнзондгайм, Баварія — 20 квітня 1972, Ганновер) — німецький офіцер, Капітан-цур-зее (1 жовтня 1943). Кавалер Лицарського хреста Залізного хреста.

## Біографія[1]
Походив з давнього аристократичного роду Маухенгайм. Син барона Франца Філіппа Ґоттфріда фон Маухенгайма і баронеси Софі фон унд цу Гуттенберг. Молодший брат генерала артилерії барона Антона Райхарда фон Маухенгайма.
В 1923 році поступив на службу в рейхсмаріне. З березня 1939 по серпень 1942 року — командир есмінця «Карл Гальстер». З серпня 1942 по вересень 1943 року — перший офіцер штабу командувача есмінцями. З квітня по червень 1944 року — командир 8-ї флотилії есмінців (Нарвік). З липня 1944 по травень 1945 року — офіцер зв'язку головнокомандувача ВМФ при РСГА.

## Звання
- Кандидат в офіцери (1 квітня 1923)
- Морський кадет (1 квітня 1924)
- Фенріх-цур-зее (1 квітня 1925)
- Оберфенріх-цур-зее (1 травня 1927)
- Лейтенант-цур-зее (1 жовтня 1927)
- Оберлейтенант-цур-зее (1 липня 1929)
- Капітан-лейтенант (1 квітня 1935)
- Корветтен-капітан (1 січня 1939)
- Фрегаттен-капітан (1 лютого 1943)
- Капітан-цур-зее (1 жовтня 1943)

## Нагороди[1]
- Медаль «За вислугу років у Вермахті» 4-го і 3-го класу
- Нагрудний знак есмінця (19 жовтня 1939)
- Залізний хрест
  - 2-го класу (6 листопада 1939)
  - 1-го класу (15 листопада 1939)
- Німецький хрест в золоті (12 лютого 1942) — як корветтен-капітан і командир есмінця «Карл Гальстер».
- Хрест Воєнних заслуг 2-го класу з мечами (30 січня 1944)
- Лицарський хрест Залізного хреста (3 липня 1944) — як капітан-цур-зее і командир 8-ї флотилії есмінців.